# Kachakkend
Kachakkend är en ort i Azerbajdzjan.   Den ligger i distriktet Nefttjala, i den sydöstra delen av landet, 150 km sydväst om huvudstaden Baku. Antalet invånare är 2 110.
Terrängen runt Kachakkend är mycket platt. Närmaste större samhälle är Xol Qarabucaq, 9,6 km söder om Kachakkend.
Trakten runt Kachakkend består till största delen av jordbruksmark. Runt Kachakkend är det ganska glesbefolkat, med 47 invånare per kvadratkilometer.